# 부룬디 요리

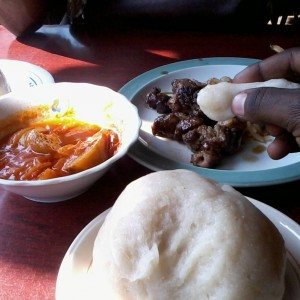
부갈리

부룬디 요리(Burundi 料理, 룬디어: imfungurwa mu Burundi 임풍구르와 무 부룬디, 영어: Burundian cuisine 부룬디언 퀴진[*], 프랑스어: cuisine burundaise 퀴진 부룬데즈[*])는 동아프리카 대호수 지역에 있는 부룬디의 요리이다.

## 같이 보기
- 아프리카 요리